# Livros d'Hoje
A Livros d'Hoje é uma editora portuguesa, integrada no grupo editorial LeYa, com sede em Alfragide, no distrito de Lisboa.
A Livros d'Hoje é uma marca onde a actualidade tem um espaço privilegiado. Foi criada em 2007 sob o comando de Maria João Costa, a editora que a dirige desde então, como resultado da autonomização que as Publicações Dom Quixote quiseram dar à sua área de actualidade.
Uma chancela que segue os interesses e as tendências sociais, bem como a agenda nacional, sendo um reflexo dos dias que correm, com os quais todos se podem identificar. O seu carácter é de grande acessibilidade, procurando destacar-se junto do público leitor ao mediatizar os seus conteúdos. Uma marca que se tem centrado na não-ficção, sem descartar, porém, a possibilidade de publicar ficção mass-market onde o seu objectivo prioritário é dar a conhecer novos talentos nacionais.
Com um plano editorial consistente e abrangente, a Livros d'Hoje pretende agradar leitores e conquistar novos públicos.